# Klášterní kongregace
Klášterní či řeholní kongregace nebo také sdružení klášterů je označení pro sdružení nezávislých klášterů v římskokatolické církvi.

## Benediktinské kongregace
Nejkomplexnější systém propojení klášterů existuje mezi benediktiny, zpravidla se jedná o sdružení benediktinských opatství. Některé z kongregací pocházejí z 15. století. V čele konventu stojí obvykle opat-představený nebo arciopat. 
20 kongregací federálně organizovaného benediktinského řádu společně tvoří Benediktinskou konfederaci, v jejímž čele stojí opat primas se sídlem v primaciálním opatství Sant'Anselmo v Římě.

### Stávající kongregace
- Cassinská kongregace (Kongregace sv. Justýny Paduánské)
- Anglická benediktinská kongregace
- Maďarská benediktinská kongregace
- Brazilská kongregace
- Švýcarská benediktinská kongregace
- Bavorská benediktinská kongregace
- Francouzská benediktinská kongregace
- Subiacká cassinská kongregace
- Americká cassinská kongregace
- Beuronská benediktinská kongregace
- Švýcarsko-americká benediktinská kongregace
- Rakouská benediktinská kongregace
- Benediktinská kongregace sv. Otýlie
- Kongregace Zvěstování Panny Marie
- Slovanská benediktinská kongregace svatého Vojtěcha
- Benediktinská kongregace Cono Sur

### Zaniklé kongregace
- Klášterní sdružení Cluny (Cluniaci)
- Kongregace Montevergine
- Celestinská kongregace
- Bursfeldská kongregace
- Kongregace sv. Maura (Maurinská kongregace)
- Hornošvábská benediktinská kongregace
- Dolnošvábská benediktinská kongregace
- Kongregace Saint-Vanne a Saint-Hydulphe (vannisté, zvaná též „Lotrinská benediktinská kongregace“)
- Nizozemská benediktinská kongregace

## Cisterciácké kongregace
Také cisterciáci, kteří vzešli z benediktinské rodiny, utvářeli kongregace, byť zpočátku šlo spíše o filiační princip (dceřiné kláštery), které se postupně od 16. století stávaly kongregacemi. K dalšímu zásahu došlo po francouzské revoluci, kdy byl řád reorganizován. Od té doby je zástupcem pro celý řád generální opat volený v Římě. Jednotlivé kongregace vedou představení opati.
Seznam cisterciáckých kongregací:
- Cisterciácká kongregace v Mehrerau
- Hornoněmecká cisterciácká kongregace
- Rakouská cisterciácká kongregace
- Cisterciácká kongregace Zirc
- Cisterciácká kongregace Casamari
- Italská cisterciácká kongregace
- Irská cisterciácká kongregace
- Polská cisterciácká kongregace BMV Reginæ Mundi
- Brazilská cisterciácká kongregace (Congregação Brasileira dos Cistercienses)
- Vietnamská cisterciácká kongregace Svaté rodiny [1]
- Cisterciácká kongregace sv. Gertruda Veliké [2]

Kongregace původně zahrnovaly trapisty (Kongregace reformy La Drop, do roku 1892).